# فهرست رهبران سیاسی مکزیک

## امپراتوری مکزیک

### منطقه اول
پس از پایان جنگ استقلال مکزیک، یک هیئت موقت حاکمیت متشکل از سی و چهار نفر تشکیل شد.
| اعصا  | اعصا                 | مدت در منصب     | مدت در منصب           | مدت در منصب |
| تصویر | نام                  | منصوب شدن       | خلع شدن               |             |
| ----- | -------------------- | --------------- | --------------------- | ----------- |
|       | خوان اودونجو         | ۲۸ سپتامبر ۱۸۲۱ | ۹ اکتبر ۱۸۲۱ (درگذشت) |             |
|       | اگوستین د ایتروبیده  | ۲۸ سپتامبر ۱۸۲۱ | ۱۱ آوریل ۱۸۲۲         |             |
|       | مانوئل د لا بارسنا   | ۲۸ سپتامبر ۱۸۲۱ | ۱۱ آوریل ۱۸۲۲         |             |
|       | خوزه ایسیدرو یانز    | 2۸ سپتامبر ۱۸۲۱ | ۱۱ آوریل ۱۸۲۲         |             |
|       | مانوئل ولاسکز د لئون | ۲۹ سپتامبر ۱۸۲۱ | ۱۱ آوریل ۱۸۲۲         |             |
|       | آنتونیو پرز مارتینز  | ۹ اکتبر ۱۸۲۱    | ۱۱ آوریل ۱۸۲۲         |             |

### منطقه دوم
| اعصا  | اعصا                | مدت در منصب   | مدت در منصب | مدت در منصب |
| تصویر | نام                 | منصوب شدن     | خلع شدن     |             |
| ----- | ------------------- | ------------- | ----------- | ----------- |
|       | اگوستین د ایتروبیده | ۱۱ آوریل ۱۸۲۲ | ۱۸ مه ۱۸۲۲  |             |
|       | خوزه ایسیدرو یانز   | ۱۱ آوریل ۱۸۲۲ | ۱۸ مه ۱۸۲۲  |             |
|       | میگوئل والنتین      | ۱۱ آوریل ۱۸۲۲ | ۱۸ مه ۱۸۲۲  |             |
|       | مانوئل د هراس       | ۱۱ آوریل ۱۸۲۲ | ۱۸ مه ۱۸۲۲  |             |
|       | نیکولاس براو        | ۱۱ آوریل ۱۸۲۲ | ۱۸ مه ۱۸۲۲  |             |

## دولت موقت (۱۸۲۴–۱۸۲۳)
دولت موقت ۱۸۲۴–۱۸۲۳ ترکیبی بود که پس از کناره‌گیری آگوستین اول، پادشاه امپراتوری مکزیک در سال ۱۸۲۳، به عنوان قوه مجریه در دولت مکزیک بر سر کار آمد. دولت موقت مسئول تشکیل نهادی بود که جمهوری فدرال را ایجاد کرد و از ۱ آوریل ۱۸۲۳ تا ۱۰ اکتبر ۱۸۲۴ بر سر کار بود.
| رئیس دولت | رئیس دولت           | مدت زمان در قدرت | مدت زمان در قدرت | مدت زمان در قدرت |
| تصویر     | نام                 | منصوب شدن        | خلع شدن          | مدت در کار بودن  |
| --------- | ------------------- | ---------------- | ---------------- | ---------------- |
|           | نیکولاس براو        | ۳۱ مارس ۱۸۲۳     | ۱۰ اکتبر ۱۸۲۴    | ۱ سال، ۱۹۳ روز   |
|           | گوادلوپ ویکتوریا    | ۳۱ مارس ۱۸۲۳     | ۱۰ اکتبر ۱۸۲۴    | ۱ سال، ۱۹۳ روز   |
|           | پدرو سلستینو نگرته  | ۳۱ مارس ۱۸۲۳     | ۱۰ اکتبر ۱۸۲۴    | ۱ سال، ۱۹۳ روز   |
|           | خوزه ماریانو میکلنا | ۱ آوریل ۱۸۲۳     | ۱۰ اکتبر ۱۸۲۴    | ۱ سال، ۱۹۲ روز   |
|           | میگوئل دومینگز      | ۱ آوریل ۱۸۲۳     | ۱۰ اکتبر ۱۸۲۴    | ۱ سال، ۱۹۲ روز   |
|           | ویسنته گوئررو       | ۱ آوریل ۱۸۲۳     | ۱۰ اکتبر ۱۸۲۴    | ۱ سال، ۱۹۲ روز   |

## دومین امپراتوری مکزیک
فردیناند ماکسیمیلیان یوزف

## فهرست رئیس‌جمهورهای مکزیک
- ۸مین - آنتونیو لوپز دو سانتا آنا

### ترمیم جمهوری (۱۸۶۷–۱۸۷۶)
- ۲۶مین - بنیتو خوارس
- ۲۸مین - خوزه ماریا ایگلسیاس

### Porfiriato (۱۸۷۶–۱۹۱۱)
- ۲۹مین - پورفیریو دیاس (۱۸۷۶ – ۱۹۱۱)
- ۳۱مین - مانوئل گونزالس

### انقلاب (۱۹۲۰–۱۹۱۰)
- ۳۲مین - فرانسیسکو لئون د لا بارا
- ۳۳مین - فرانسیسکو مادرو (۱۹۱۱ – ۱۹۱۳)
- ۳۵مین - ویکتوریانو اوارتا
- ۳۶مین - فرانسیسکو اس. کارواخال
- ۳۷مین - ونوستیانو کارآنسا

٭ ۵۱مین - خوزه لوپز پورتیو
- ۵۲مین - میگوئل د لا مادرید
- ۵۵مین - ویسنته فاکس
- ۵۶مین - فلیپه کالدرون (۱ دسامبر ۲۰۰۶ – ۳۰ نوامبر ۲۰۱۲)
- ۵۷مین - انریکه پنیا نیتو (۱ دسامبر ۲۰۱۲ – ۱ دسامبر ۲۰۱۸)